# Stay (古内東子の曲)
「stay」（ステイ）は、古内東子の23枚目のシングル。2004年2月18日にFLIGHT MASTER／ポニーキャニオンからリリースされた。

## 収録曲
作詞・作曲：古内東子 編曲：春川仁志
1. stay
2. weak point
3. stay （Instrumental）
4. weak point （Instrumental）
5. （エンハンスド）stay（VIDEO CLIP）